# Melanocharacidium dispilomma
Melanocharacidium dispilomma är en fiskart som beskrevs av Buckup, 1993. Melanocharacidium dispilomma ingår i släktet Melanocharacidium och familjen Crenuchidae. Inga underarter finns listade i Catalogue of Life.